# Arthur Honegger
Arthur Honegger, švicarski skladatelj, * 10. marec 1892, Le Havre (Francija), † 27. november 1955, Pariz.
Napisal je znano delo Devica Orleanska, v katerega je integriral jazzovske primesi. Tu se mešata francoščina in latinščina. V delu zasledimo Mortenotove valove (elektronsko glasbilo).